# Hannah Gross
Hannah Gross, née le 25 septembre 1990, à West Bloomfield Township est une actrice canadienne. Elle est surtout connue pour son rôle de Debbie Mitford dans le drame Netflix Mindhunter.

## Biographie
Hannah Gross naît le 25 septembre 1990 à Toronto, en Ontario.
Elle est la fille des acteurs Martha Burns et Paul Gross. Elle a un frère, Jack.
Elle a fréquenté la Tisch School of the Arts de l' Université de New York et a obtenu un baccalauréat en beaux-arts en théâtre, avec une mineure en études religieuses.

## Filmographie

### Cinéma

#### Longs métrages
- 2013 : I Used to Be Darker de Matthew Porterfield : Abby
- 2013 : The Sixth Year de Rick Alverson : Gabby
- 2014 : Uncertain Terms de Nathan Silver : Cammy
- 2014 : Christmas, Again de Charles Poekel : Lydia
- 2015 : Valedictorian de Matthew Yeager : Emilie
- 2015 : Stinking Heaven de Nathan Silver : Ann
- 2016 : Unless d'Alan Gilsenan : Norah
- 2017 : Marjorie Prime de Michael Almereyda : Marjorie jeune
- 2018 : The Mountain : Une odyssée américaine (The Mountain) de Rick Alverson : Susan
- 2018 : Her Smell d'Alex Ross Perry : Tiffany
- 2019 : Joker de Todd Phillips : Penny Fleck jeune
- 2019 : Disparition à Clifton Hill (Disappearance at Clifton Hill) d'Albert Shin : Laure
- 2019 : Colewell de Tom Quinn : Ella
- 2020 : Tesla de Michael Almereyda : Mina Edison
- 2020 : The Education of Fredrick Fitzell de Christopher MacBride: Karen
- 2021 : Falling de Viggo Mortensen : Gwen

#### Courts métrages
- 2005 : Drei Mädchen de Sarah Gross : La fille
- 2014 : Haze de Chloe Domont : Natalie
- 2015 : Take What You Can Carry de Matthew Porterfield : Lilly
- 2015 : Beach Week de David Raboy : Laure
- 2015 : Little Cabbage de Jen West : Ana
- 2016 : The Zeno Question de Theodore Schaefer : Kirsten
- 2016 : Nightshade de Chadd Harbold : Rose Waltz
- 2019 : Moving d'Adinah Dancyger : La nouvelle locataire

### Télévision

#### Séries télévisées
- 2017 : Mindhunter : Debbie Mitford
- 2018 : The Sinner : Marin Calhoun
- 2018 : Deadwax : Etta Pryce
- 2025 : Zero Day : Anna Sindler